# Бетунија
Бетунија или Битунја (арап. بيتونيا), је град у Палестини на Западној обали реке Јордан. Град се налази 3 км западно од Рамале и 14 км северно од Јерусалима. Град је део гувернатуре Рамала и Ал Бирех у централном делу Западне обале. Према Палестинском Државном заводу за статистику град је имао 19.761 становника 2007, што га чини трећим по величини градом у гувернатури после Ал Биреха и Рамале.

## Историја
Пронађене су крхотине керамике из доба Византијског царства, али и мамлучког и раног османског периода.
Британски Фонд за Истраживање Палестине (PEF) је 1883. спровео Премер Западне Палестине, а на основу налаза сугерисано је да је Бетунија била крсташко село Униет, које је било једно од 21 села које је краљ Готфрид дао као посед Цркви Светог Гроба. Међутим, 1887. године, Рохрихт је Бетунију идентификовао са „Бетиуменом”, другим поседом који је краљ дао Светом гробу. Кондер утврдио је да је ово „очигледно тачно” и самим тим „веома мало вероватно” да је Бетунија била „Униет”. Абел, пишући 1931. године, је сугерисао да је Бетунија била „Бет Униет”, поменут у тексту из раног 12. века.
Велика засвођена зграда у граду, названа Бад ал Балад (сеоска преса за уље) датирана је у доба крсташа.

### Доба Британског мандата над Палестином
У време пописа становништва у Палестини (1922) који су спровеле власти британског мандата, Бетунија је имала 948 становника, од којих су сви били муслимани, до следећег пописа становништва у Палестини (1931) тај број је порастао на 1.213, и даље су сви били муслимани, који су живели у 277 домаћинстав.
Према статистичким подацима о селима Палестине, које је прикупила влада Британског мандата над Палестином (1945), популација Бетаније је достигла број од 1.490, а сви су били муслимани, док је површина земље која је припадала селу била 23.366 дунама, према званичном попису земљишта и становништва. За плантаже и земљиште које је наводњавано коришћено је 7.854 дунума, за житарице 8.381, док је 77 дунума било грађевинско земљиште (под кућама).

### Јорданско доба
У јеку Арапско-израелског рата 1948. и након споразума о прекиду ватре 1949, Бетунија је била под контролом Јордана, који је убрзо анектирао Западну обалу реке Јордан 1950.
Бетунија је 1961. имала 2.216 становника.

### Израелска окупација
Бетунија је 1967. након 19 година јорданске власти и Арапско-израелског рата 1967. прешла у руке Израела. Након 1995. године, према Споразуму из Осла, 3.759 дунума (17,8%) градске земље је класификовано као сектор A, 472 дунума (2,2%) је класификовано као сектор B, док су преосталих 16.896 дунума (80%) класификовани као сектор C. Израел је конфисковао део земље који је припадао Бетунији како би саградио два израелскa насељa: Бет Хорон и Гиват Зеев.
Према Споразуму из Осла, Израелске одбрамбене снаге немају право да уђу у подручја A (подручје под потпуном контролом Палестинске самоуправе), али је након „операције одбрамбени штит” 2002. различити положај сектора је укинут када је израелска војска те године ушла у Бетунију у потрази за осумњиченим, који је хтео да изврши терористички напад.

### Савремено доба
Због лоше економске ситуације у граду, многи су емигрирали. Неки су отишли у подручје Чикага и били укључени у покретање фондације Бриџвју џамија.